# Catus (cognom romà)
Catus (llatí: Catus, literalment 'hàbil') fou un cognom romà, originàriament atribuït a personatges astuts, prudents, cautes.
Fou portat pels personatges següents:
- Sext Eli Petus Catus, cònsol el 198 aC
- Sext Eli Catus, cònsol el 4 dC, possiblement descendent de l'anterior
- Firmi Catus, senador en temps de Tiberi, acusador de Luci Escriboni Libó Drus
- Catus Decià, procurador a Britànnia el 60 dC, durant la revolta de Budica
- Quint Egnaci Catus, senador romà, comandant de la Legió XV Apol·linar el 73 dC i de la Legió III Augusta el 76 dC[2]
- Luci Juli Catus, membre del col·legi dels arvals el 118 dC[3]